# Pedicularis strobilacea
Pedicularis strobilacea là loài thực vật có hoa thuộc họ Cỏ chổi. Loài này được Franch. mô tả khoa học đầu tiên năm 1890.